# Volker Bouffier
Volker Bouffier (Gießen, 18 december 1951) is een Duits politicus namens de CDU. Van 31 augustus 2010 tot 31 mei 2022 was hij minister-president van de deelstaat Hessen.

## Biografie
Volker Bouffier groeide op in Gießen. Hij volgde een studie rechtsgeleerdheid aan de Universiteit van Gießen en sloot deze in 1975 met het eerste staatsexamen af. In 1977 volgde zijn tweede juridische staatsexamen. Tot 2010 was hij werkzaam als advocaat.

### Politieke loopbaan
Tussen 1978 en 1984 was Bouffier voorzitter van de Hessische afdeling van de Junge Union, de politieke jongerenorganisatie van de CDU-CSU. Hij zetelde jarenlang in de gemeenteraad van zijn geboortestad Gießen en werd in 1982 lid van het deelstaatparlement (de Landdag) van Hessen, een functie die hij aanvankelijk bekleedde tot 1987. Na een vierjarige periode als staatssecretaris van Justitie in de deelstaatregering van partijgenoot Walter Wallmann, keerde Bouffier in 1991 in de Landdag terug.
Onder minister-president Roland Koch was Bouffier tussen 1999 en 2010 minister van Binnenlandse Zaken en Sport in de Hessische regering. Toen Koch in augustus 2010 vroegtijdig aftrad, werd Bouffier aangewezen als zijn opvolger en daarmee de nieuwe minister-president van Hessen. Zijn kabinet, bestaande uit CDU en FDP, was in feite een voortzetting van het voorgaande kabinet Koch-III. Ook het CDU-partijleiderschap in de deelstaat werd overgenomen door Bouffier. In november 2010 werd Bouffier ook een van de vicevoorzitters van de landelijke CDU onder Angela Merkel.
Bij de deelstaatverkiezingen van 2013 trad Bouffier voor het eerst aan als lijsttrekker. De CDU boekte onder zijn leiding een lichte winst en bleef de grootste partij van Hessen, maar wegens het zware verlies van coalitiepartner FDP verloor de zittende regering desondanks haar meerderheid. In de hieropvolgende onderhandelingen, waarbij een samenwerking met de SPD voor de hand leek te liggen, formeerde Bouffier tegen de verwachtingen in een regering met Bündnis 90/Die Grünen. Op dat moment was een dergelijke zwart-groene coalitie op deelstaatniveau alleen nog voorgekomen in Hamburg. Het kabinet Bouffier-II trad aan in januari 2014. Van november 2014 tot en met oktober 2015 was Bouffier president van de Bondsraad.
De CDU moest bij de Hessische verkiezingen van oktober 2018 zeven parlementszetels inleveren en behaalde er met 27% van de stemmen haar slechtste resultaat sinds 1966. Dit verlies lag in lijn met verkiezingen elders in Duitsland, waar de partij ook een sterke terugval kende. Desondanks bleef de CDU in Hessen wel met afstand de grootste partij. Dankzij een sterke opkomst van Bündnis 90/Die Grünen kon Bouffiers coalitieregering, zij het met een zeer nipte meerderheid, worden voortgezet.
In februari 2022 kondigde Bouffier aan dat hij vervroegd met pensioen zou gaan en zijn ambtsperiode aldus niet uit zou dienen. Hij was op dat moment de langstzittende minister-president van Duitsland. Op 31 mei 2022 trad hij af en werd hij opgevolgd door zijn partijgenoot Boris Rhein.

### Persoonlijk
Volker Bouffier is evangelisch. Zijn moeder behoorde tot de Donau-Zwaben en emigreerde aan het einde van de Tweede Wereldoorlog vanuit Joegoslavië naar Duitsland. Zijn vader, afkomstig uit Gießen, was advocaat en namens de CDU actief in de lokale politiek aldaar. Bouffier is getrouwd en heeft drie kinderen. In 2019 werd hij met succes behandeld tegen huidkanker.
- CiNii: DA18639648
- Gemeinsame Normdatei: 136345476
- International Standard Name Identifier: 0000 0000 5868 1110
- Library of Congress Control Number: no2017007517
- Réseau des bibliothèques de Suisse occidentale: 02-A026567186
- Système universitaire de documentation: 194651304
- Virtual International Authority File: 80705875
- WorldCat: E39PBJfh88jCyVKwXDmhJd9Rrq